# جو موريتي
جو موريتي (بالإنجليزية: Joe Moretti) هو موسيقي وكاتب أغاني بريطاني، ولد في 10 مايو 1938 في غلاسكو في المملكة المتحدة، وتوفي في 9 فبراير 2012 في جوهانسبرغ في جنوب أفريقيا بسبب سرطان الرئة.

## وصلات خارجية
- الموقع الرسمي
- جو موريتي على موقع ميوزك برينز (الإنجليزية)
- جو موريتي على موقع ديسكوغز (الإنجليزية)